# Colby (Norfolk)
Colby – wieś w Anglii, w hrabstwie Norfolk, w dystrykcie North Norfolk. Leży 24 km na północ od Norwich i 177 km na północny wschód od Londynu.
W 2001 miejscowość liczyła 524 mieszkańców.